# Scheloribates aequalis
Scheloribates aequalis är en kvalsterart som beskrevs av Hammer 1967. Scheloribates aequalis ingår i släktet Scheloribates och familjen Scheloribatidae. Inga underarter finns listade i Catalogue of Life.